# Carlos Tejos
Carlos Tejos (Santiago, 17 de noviembre de 1967) es un periodista, publicista, académico, articulista, conferencista, comentarista y conductor de televisión chileno. 

## Formación académica
Carlos Tejos realizó sus estudios secundarios en el Instituto Nacional General José Miguel Carrera, el colegio público más antiguo de su natal Chile, fundado en 1813, egresando en 1983 con máximos honores. En 1984, ingresó a la Pontificia Universidad Católica de Chile para hacer la carrera de Periodismo. Su formación académica la ha complementado con estudios de Ciencia Política y Psicología. Realizó, además, la carrera de Publicidad en la Universidad Mayor de Santiago. Es Magíster en Docencia y también se ha diplomado en Diseño Instruccional eLearning, Innovación Pedagógica y Comunicación Estratégica

## Trayectoria académica
Tejos ejerce la docencia, desde 1989, en institutos profesionales y universidades del país: Duoc UC, Universidad UNIACC, Inacap, Universidad Mayor, Universidad Autónoma de Chile y Pontificia Universidad Católica de Chile. Sus áreas de docencia e investigación son las de la Comunicación -escrita, oral, periodística, corporativa y publicitaria-, la de los proyectos comunitarios y la de las habilidades genéricas o transversales para el profesional del siglo XXI.
A partir de 2003, tras vivir en Inglaterra, su quehacer profesional se amplió hacia la Comunicación estratégica, la capacitación, la publicidad y el coaching para empresas. En el campo de la comunicación corporativa o estratégica, trabaja desde 2005 como consultor en gestión de contenidos para EcoMedia Chile y Ca-Dos. También ha sido asesor comunicacional para personalidades del mundo empresarial, político y cultural y también ha asesorado a políticos en campañas electorales.
Este comunicador social ha trabajado como preparador comunicacional de las candidatas a los concursos Miss Chile para Miss Mundo y Miss Chile para Miss Universo. También ha realizado la misma función para políticos chilenos y candidatos a puestos de elección popular. En 2021, crea CTalent Chile, plataforma de formación integral que busca y prepara nuevos talentos para las comunicaciones sociales, la actuación y las pasarelas de la moda.
Tras veinte años de ejercicio docente universitario, Carlos Tejos ingresó en 2009 a la Universidad Autónoma de Chile como director de la carrera de Publicidad y Comunicación Integral. En esta institución ha hecho carrera: se ha desempeñado como secretario académico, director de carrera, docente e investigador. Sus líneas de estudio y docencia son: medios, periodismo, publicidad, comunicación de crisis y de riesgos, comunicación política y proyectos sociales (infancia, educación, cultura) y habilidades transversales.

## Trayectoria en los medios
En los medios ha desarrollado una exitosa carrera, incluso desde antes de haber concluido sus estudios universitarios. Se ha desempeñado como redactor y editor en prensa escrita, panelista y conductor de televisión y editor y comentarista de radio.
Tejos inició su carrera profesional en prensa escrita en 1986, cuando aún era un estudiante universitario. Entre 1986 y 1987, fue redactor de perfiles humanos y redactor de reportajes para el diario La Nación y para la revista Qué Pasa. En 1987, ingresó a hacer su práctica profesional en el Cuerpo de Reportajes del diario El Mercurio en temas de cultura, sociedad y actualidad internacional, permaneciendo en este medio hasta 1989. Ese mismo año fue contratado por el diario La Tercera para hacer las entrevistas de perfil humano para el suplemento dominical Buen Domingo.  
A mediados de 1991, Tejos emigra a Buenos Aires, gracias a una beca de perfeccionamiento periodístico del diario Clarín en conjunto con la Universidad Católica Argentina. En el mencionado diario argentino se desempeña en el área de Cultura y Espectáculos. 
A su regreso a Chile en 1993, Tejos es contratado como editor en la revista Cosas, medio en el que permaneció hasta 1998. Al siguiente año emigra al diario La Cuarta para desempeñarse como editor de Espectáculos y Cultura del diario popular hasta que viaja a Inglaterra en 2000, permaneciendo un año fuera de su natal Chile.
Respecto de su carrera en radio, el comunicador trabajó en los '90 como editor nocturno de Prensa en Radio Cooperativa, labor que combinó con sus comentarios de actualidad internacional en esa misma emisora. También fue panelista en Radio Agricultura, con temas de Cultura y Espectáculos, en los programas Conectados con Agricultura con Checho Hirane (2002-2003) y Aló Agricultura con Eli de Caso (2005).
La carrera televisiva de Tejos comienza en enero de 1995, al ingresar al programa Buenos días a todos de Televisión Nacional de Chile. Este programa matinal es uno de los más antiguos y exitosos de la red pública chilena y en él el periodista da sus primeros pasos como comentarista de Espectáculos y Farándula, destacándose por su visión crítica y documentada y su correcto manejo del idioma español. Su impacto mediático fue fuerte: marcó el comienzo de la prensa del corazón, opinología o farándula en Chile, por lo cual se le considera el padre del periodismo de farándula en Chile, al cual el comunicador suele llamar "la crónica de las celebridades". Las generaciones más jóvenes lo llaman "el decano del espectáculo chileno" por los años que se ha mantenido vigente en distintos medios de comunicación en más de tres décadas.
Carlos Tejos ha trabajado en todos los canales de la TV chilena. En Canal 13 participó como jurado en Nace una estrella, en La Movida del Festival, 2002, en Con Ustedes, 2002, y en Juntos (2007). En Red TV fue parte del programa  ¡Ay amor! (2002). 
En Chilevisión fue panelista y coconductor del programa Así de Simple en 2001, funciones que también desarrolló en Entre Rubias y Morenas en 2002. En el canal Mega, ha sido panelista en el programa Mira Quién Habla en 2006. 
Entre 2009 y 2017, Carlos Tejos permaneció alejado de la televisión. En esta etapa, se aboca completamente al mundo académico -fue director de carrera en la Universidad Autónoma de Chile-. Sin dejar la docencia universitaria, Tejos regresa a la pantalla chica en julio de 2017 y lo hizo en el programa Cada Día Mejor con Alfredo Lamadrid en La Red. Desde esa tribuna, realizó comentarios sobre actualidad y celebridades del mundo del espectáculo y la cultura chilena y mundial. 
En 2018, Carlos Tejos fue contratado como panelista del programa Bienvenidos de Canal 13 por toda esa temporada. Desde su regreso a la pantalla chica, las apariciones del "decano del espectáculo", como lo bautizo el comunicador Daniel Fuenzalida, han sido recurrentes: Me Late de TV+; Buenos Días a Todos, Hoy se habla y Ahora caigo en TVN; Mucho Gusto, 
La Hora de jugar y De Paseo, del canal Mega; La Divina Comida y Podemos Hablar, ambos de Chilevisión; y Sin Dios ni Late, del canal Zona Latina.
Desde 2024, en su regreso definitivo a la televisión, ha sido panelista en La Hora de Jugar y De Paseo en Mega. Desde 2025, ha sido figura invitada a Hay que decirlo, del canal 13.
Carlos Tejos, desde 2004, ha sido coach en relato, oratoria y desempeño en escena y frente a cámara de las postulantes a Miss Chile para Miss Universo, Miss Chile para Miss Mundo, Miss Earth y también para los aspirantes a Mister Chile para Míster Mundo.
Carlos Tejos también es creador de programas y generador de contenidos. En 2023, el canal de televisión digital, el 14.3, tu canal, puso en pantalla "De todo corazón", un programa de su propia creación y conducido por él donde el decano de la prensa del corazón chilena, con su particular estilo, pasa revista a la crónica de las celebridades y el entretenimiento. También es el autor de A Todo Paladar, programa de divulgación gastronómica, y Vive la Vida, espacio de salud, belleza y recreación, para canales regionales en su país natal.

## Vida política
Tejos ha participado en temas sociales y políticos desde sus tiempos de estudiante universitario en los trabajos de verano de su alma mater, la UC. Ya convertido en periodista, ha sido preparador en comunicación política de postulantes a alcaldes y al parlamento y, al mismo tiempo, ha apoyado causas en materia de salud, emprendimientos y proyectos culturales. Tras el estallido social de octubre de 2019, su opinión política se dejó sentir en los medios chilenos de comunicación. 
A partir de 2020, se convirtió en una voz visible de la recuperación del 10% de los fondos previsionales, por parte de los chilenos, para poder sortear la crisis económica que fue gatillada por la pandemia del Covid-19.
En agosto de 2024, el comunicador social, valorado por las audiencias por su sencillez, trayectoria profesional y su capacidad de decir las cosas por su nombre, aceptó presentar su candidatura como concejal en la comuna donde vive trabaja, Providencia, hace treinta años. Tejos aceptó la propuesta de ir como independiente, apoyado por Renovación Nacional, de centroderecha, en el pacto Chile Vamos. Los medios, como Página 7, Canal 13, radio Bio Bio, entre otros, destacaron los focos temáticos de interés del comunicador: seguridad, espacios públicos, cultura, educación y adultos mayores. Son ámbitos en los que ha incursionado desde la docencia universitaria en el marco del Aprendizaje y Servicio y la asesoría y apoyo medial que ha entregado a organizaciones sin fines de lucro. 